# Ercé-près-Liffré
Ercé-près-Liffré (bretonisch: Herzieg-Liverieg) ist eine französische Gemeinde mit 2.010 Einwohnern (Stand: 1. Januar 2022) im Département Ille-et-Vilaine in der Region Bretagne; sie gehört zum Arrondissement Rennes und zum Kanton Liffré. Die Einwohner werden Ercéens genannt.

## Geographie
Ercé-près-Liffré liegt etwa 18 Kilometer nordöstlich von Rennes am Fluss Illet. Umgeben wird Ercé-près-Liffré von den Nachbargemeinden Gahard im Norden und Nordwesten, Saint-Aubin-du-Cormier im Osten und Nordosten, Gosné im Osten, Liffré im Süden, Chasné-sur-Illet im Südwesten sowie Saint-Aubin-d’Aubigné im Westen.

## Bevölkerungsentwicklung
| Jahr                      | 1962 | 1968 | 1975 | 1982 | 1990 | 1999 | 2006 | 2013 |
| Einwohner                 | 868  | 813  | 763  | 1024 | 1122 | 1364 | 1742 | 1750 |
| Quelle: Cassini und INSEE |      |      |      |      |      |      |      |      |

## Sehenswürdigkeiten
Siehe auch: Liste der Monuments historiques in Ercé-près-Liffré
- Kirche Saint-Jean-Baptiste aus dem 19. Jahrhundert
- Schloss Le Bordage

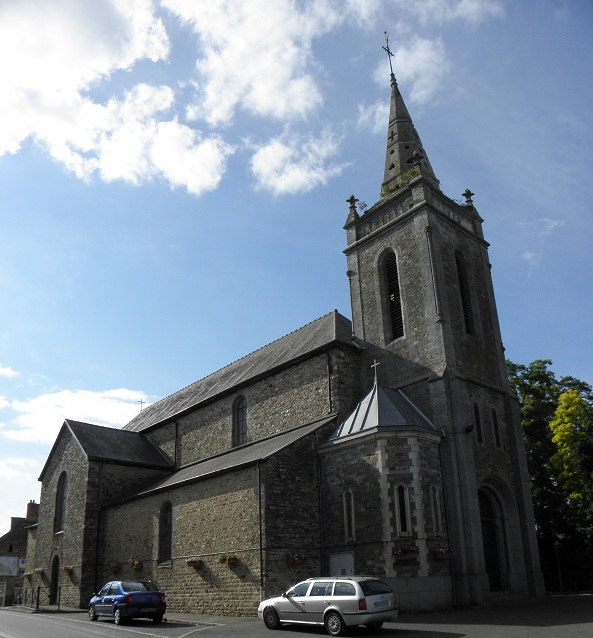
Kirche Saint-Jean-Baptiste
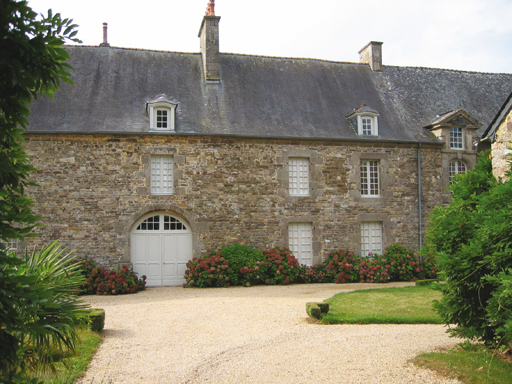
Schloss Le Bordage